# Antonio Bianchini
Antonio Bianchini, född 18 september 1803 i Rom, död där 27 februari 1884, var en italiensk målare, litteraturteoretiker och konstteoretiker. Han har bland annat utfört målningen Den helige Giovanni Battista de' Rossis förhärligande i kyrkan Santissima Trinità dei Pellegrini i Rom.
Bianchini var ledamot av Accademia degli Arcadi. År 1843 publicerade han Del purismo nelle Arti, vilket anses vara purismens manifest. År 1850 fick Bianchini i uppdrag att restaurera Kartgalleriet i Vatikanen. Därutöver restaurerade han freskerna i Cappella del Corporale i Orvietos katedral.

## Bilder
| - Cappella del Corporale i Orvietos katedral med fresker av Ugolino di Prete Ilario. |